# シモーヌ・シニョレ
シモーヌ・シニョレ（Simone Signoret, 本名: Simone Henriette Charlotte Kaminker, 1921年3月25日 - 1985年9月30日）は、フランスの女優。フィルム・ノワールのヒロイン、また娼婦役で強い印象を残した。

## 来歴
ドイツ・ヴィースバーデンにて生まれる。パリで育ち、英語やラテン語の先生、またタイピストとして働いていた。ナチによるフランス統治の間は、父親がユダヤ人であるということを隠して働いていたという。家族を援助するため、また演技に興味を持ったために1942年からエキストラとして映画に出演し始めた。
1947年シュザンヌ・ビアンケッティ賞を受賞し、1959年の『年上の女』でアカデミー主演女優賞と、カンヌ国際映画祭女優賞をダブル受賞した。
1947年に映画監督イヴ・アレグレと結婚し、長女で女優のイザベル・アレグレをもうけたが2年後に離婚。1951年にイヴ・モンタンと再婚。1960年、二人はマリリン・モンローとアーサー・ミラーが住んでいたビバリーヒルズのホテルに滞在し、モンタンとマリリン・モンローの関係が不倫に発展したこともあったが、二人は彼女の死まで一緒であった。
戦後、フランス共産党党員として多くのデモや活動に夫イヴと参加。社会問題に関心の深い一面があった。50代に入る頃から実年齢以上の老け役を演じることが多かった。

## 主な出演作品
| 公開年 | 邦題 原題                              | 役名                   | 備考                                                                                    |
| ------ | -------------------------------------- | ---------------------- | --------------------------------------------------------------------------------------- |
| 1943   | 悪魔が夜来る Les Visiteurs du soir     |                        | クレジットなし                                                                          |
| 1944   | 泣きぬれた天使 L'Ange de la nuit       |                        | クレジットなし                                                                          |
| 1946   | 宝石館 Macadam                         | ジゼル                 |                                                                                         |
| 1948   | デデという娼婦 Dédée d'Anvers          | デデ                   |                                                                                         |
| 1950   | 輪舞 La Ronde                          | レオカディ             |                                                                                         |
| 1951   | 肉体の冠 Casque d'or                   | マリー                 | 英国アカデミー賞 主演女優賞 受賞                                                        |
| 1952   | 嘆きのテレーズ Thérèse Raquin          | テレーズ               |                                                                                         |
| 1955   | 悪魔のような女 Les Diaboliques         | ニコール               |                                                                                         |
| 1956   | この庭に死す La Mort en ce jardin      |                        |                                                                                         |
| 1957   | サレムの魔女 Les Sorcières de Salem    | エリザベス・プロクター | 英国アカデミー賞 主演女優賞 受賞                                                        |
| 1959   | 年上の女 Room at the Top               | アリス                 | アカデミー主演女優賞 受賞 英国アカデミー賞 主演女優賞 受賞 カンヌ国際映画祭 女優賞 受賞 |
| 1961   | 素晴らしき恋人たち Les Amours célèbres | ジェニー               |                                                                                         |
| 1962   | 地上最笑の作戦 Il giorno più corto     |                        | カメオ出演                                                                              |
| 1962   | 可愛い妖精 Term of Trial               | アンナ                 |                                                                                         |
| 1965   | 愚か者の船 Ship of Fools               | 伯爵夫人               |                                                                                         |
| 1965   | 七人目に賭ける男 Compartiment tueurs   | エリアン               |                                                                                         |
| 1966   | パリは燃えているか Paris brûle-t-il?   | カフェの女主人         |                                                                                         |
| 1966   | 恐怖との遭遇 The Deadly Affair         | エルザ                 |                                                                                         |
| 1967   | 悪魔のくちづけ Games                   | リサ                   |                                                                                         |
| 1969   | 孤独なアメリカ人 L'Américain           | レオネ                 |                                                                                         |
| 1969   | 影の軍隊 L'Armée des ombres            | マチルダ               |                                                                                         |
| 1969   | ミスター・フリーダム Mr. Freedom       |                        | カメオ出演                                                                              |
| 1970   | 告白 L' Aveu                           | リーズ・ロンドン       | ベルリン国際映画祭 銀熊賞 (女優賞) 受賞                                                 |
| 1971   | 帰らざる夜明け La Veuve Couderc        | Tati Couderc           |                                                                                         |
| 1973   | 燃えつきた納屋 Les Granges brulées     | ローズ                 |                                                                                         |
| 1975   | 蘭の肉体 La Chair de l'orchidée        | レディ・ヴァモス       |                                                                                         |
| 1976   | 真夜中の刑事 Police Python 357         | テレーズ・ガネイ       |                                                                                         |
| 1977   | これからの人生 La Vie devant soi       | マダム・ロサ           | セザール賞主演女優賞 受賞                                                               |
| 1979   | ジャンヌ・モローの思春期 L'Adolescente | マミー                 |                                                                                         |
| 1980   | いとしの君へ Chère inconnue            | ルイーズ               |                                                                                         |